# Telugu Desam
O Telugu Desam Party é um partido político em Índia, fundado em 1982 por N.T. Rama Rao.
O líder do partido é N. Chandrababu Naidu. A organização juvenil do partido é Telugu Yuvatha.
Nas eleições parlamentares de 2004 o partido recebeu 11 844 811 votos (3.0%, 5 assentos).

## Ligação externa
- TDP